# Zentrum für Kunst und Medientechnologie
Lo Zentrum für Kunst und Medientechnologie ("Centro per l'Arte e la Tecnologia dei Media"), meglio conosciuto con l'acronimo ZKM, è un'istituzione culturale tedesca fondata a Karlsruhe nel 1989, e dislocata dal 1997 nella vecchia struttura industriale utilizzata durante la seconda guerra mondiale come fabbrica di armi. Lo ZKM organizza mostre ed eventi tematici, progetti di ricerca, produzione di opere e lavori nel campo di nuovi media ed offre i programmi educativi pubblici ed individualizzati.
Gli stabili dello ZKM ospitano due musei, tre istituti di ricerca, ed un centro per i media. Su questa linea si muovono i suoi gruppi di ricerca e produzione, esposizioni ed eventi, archivi e collezioni. Il lavoro dell'istituto interfaccia arti e scienze prendendo le conoscenze più all'avanguardia nelle tecnologia dei media con l'obbiettivo dello svilupparle sempre di più. Dopo la morte del direttore e fondatore Heinrich Klotz (1935-1999), lo ZKM è stato diretto dal professor Peter Weibel. Sono associati allo ZKM l'Università di Arte e Design di Karlsruhe e la Städtische Galerie Karlsruhe (Galleria Municipale di Karlsruhe), anch'essi dislocati nella stessa fabbrica di munizioni.